# Єпископальна система церковного управління
Єпископальна система церковного управління — форма організації управління християнської церкви, заснована на ієрархії єпископів. Єпископальна система протистоїть пресвітеріанській системі, в якій владні повноваження надані колегіальним органам, і конгрегаціоналістським конфесіям, в яких кожен церковний прихід незалежний від будь-яких вищих священнослужителів чи релігійних організацій. Єпископальна система (єпископат) прийнята в більшості християнських церков: католицькій, православній, лютеранській, англіканській, вірменській та інших.

## Єпископат в католицькій і православних церквах
Історично, до Великого розколу 1054 р. римська та візантійська церкви були частинами єдиної християнської церковної організації із загальною єпископальною системою. Після поділу церков на католицьку і православну основи єпископальної організації обох конфесій залишилися схожими. У доктринальній сфері обидві церкви визнають положення про те, що владні повноваження в релігійній організації виникають не від людини, а від Господа Бога. Це єдине джерело церковної влади, яка передається шляхом поблажливості благодаті Святого Духа в таїнстві рукоположення. Ісус Христос посвятив у священницький сан дванадцять апостолів, які, в свою чергу передали благодать єпископам, а ті — священникам.
Інститут єпископа відігравав одну з провідних ролей у системі церковно-канонічного права Візантії. Це було зумовлено його впливом у адміністративно-управлінській системі Візантійської православної церкви, так і значенням у процесі державного управління та правовій сфері ромеїв. Єпископи здійснювали як суто релігійні, так і важливі юридичні функції, перетворюючись у правозахисний та судовий орган, отримуючи повноваження контролю за державними чиновниками та пенітенціарними установами на місцях.
Першим християнським богословом, що позначив загальні принципи єпископальної організації, був Святий Ігнатій Антіохійський, учень апостолів Петра та Іоанна. Він встановив необхідність посвячення в кожне місто одного єпископа, якому повинні підкорятися інші священнослужителі. У період раннього християнства визнавалися чотири центри апостольської влади: Єрусалим, Антіохія, Александрія та Рим, чиї єпископи підтримували священниче спадкоємство від апостолів Христа. Поняття  апостольського спадкоємства як джерела церковної влади і способу збереження догматів і обрядів у тому вигляді, в якому вони проповідували дванадцятьма апостолами, стало однією з центральних доктрин як католицької, так і православної церков, а також інших єпископальних конфесій.
Константинопольський собор 381 р. і Халкедонський собор 451 р. затвердили верховну владу у християнській церкві патріарха Константинополя. Римський єпископ (папа), ґрунтуючись на своєму преємстві від апостола Петра, не визнав верховенство Константинополя, що надалі стало однією з причин Великого розколу 1054 р. У католицькій церкві догмат про верховну владу папи римського став основою формування суворої ієрархії єпископів, підпорядкованих Святому Престолу. Православна церква виробила власну доктрину про верховенство церковних соборів, зберігши при цьому єпископальну організацію, підпорядковану патріарху (Константинопольському, а пізніше — патріархам національних церков).
У сучасній католицькій церкві папа римський є вікарієм Христа на Землі, а кожен з єпископів — вікарієм Христа для своєї єпархії. У православних церквах прийнятий принцип автокефальності, однак кожна з п'ятнадцяти автокефальних церков, а також автономні православні церкви, управляються ієрархією єпископів і архієпископів, підпорядкованих главі церкви (зазвичай, Патріарху або митрополиту). На відміну від католицтва в православ'ї прийнята доктрина «соборної ієрархії», згідно з якою кожна з церков, а також і п'ятнадцять їх голів, уподібнюються зборам апостолів біля трону Христа в «Одкровенні Іоанна Богослова».

## Категорії єпископів
Традиційно існують такі категорії єпископів:
- єпископ-коад'ютор (помічник єпископа з правом наступництва по смерті останнього),
- єпископ титулярний (який має лише титул єпископа неіснуючого біскупства чи дієцезії, але не має власної юрисдикції),
- єпископ-суфраган (єпископ-помічник),
- місійний єпископ (єпископ, висвячений для здійснення місіонерської діяльності серед конкретного народу або поширення католицизму на певній території, причому він підпорядковувався безпосередньо римському папі).

Зокрема, для Київської Русі було висвячено Бруно Кверфуртського, який займався місіонерською діяльністю серед русів та печенігів (1006–09), а також, імовірно, Лібурція (X ст.), Адальберта Магдебурзького (X ст.), Боніфація (поч. XI ст.), Герарда (XIII ст.), причому останнього 1234 було висвячено на єпископа всієї Русі. 1375 створено католицьке архієпископство (митрополію) в м. Галич, яке згодом перенесли до Львова (1412). Були призначені єпископи й для міст Львів, Перемишль, Холм, Володимир (нині м. Володимир-Волинський), спочатку титулярні, а з 70-х рр. XIV ст. — дійсні. Крім того, на півночі Віленське єпископство охоплювало практично всі білоруські землі, а єпископство Луцько-Володимирське — Волинь та частину Полісся й Підляшшя. Пізніше з'являється Київське єпископство тощо.

## Інститут єпископства у Польщі
У Польщі інститут єпископства з'явився з запровадженням тут християнства 966. Першими єпископами були Йордан (968–84) і Унгер (991—1012). Єпископи (в Польщі вони називалися біскупи) мали право рукополагати дияконів і священників, а разом — висвячувати нових єпископів, виконувати суддівські та інші важливі функції. Вони керували єпископствами, значними територіями в межах Корони Польської, з 1569 — Речі Посполитої, які, у свою чергу, поділялися на деканати, що об'єднували як мінімум по 10 парафій. Єпископи спочатку призначалися польським (краківським) князем (королем), а в XIII–XIV ст. обиралися з середовища духовенства. З часів польського короля Казимира III Великого поширюється тенденція призначення королями на єпископські посади духовних осіб, які займали важливе місце в королівській раді. Від 2-ї половини XV ст. король звичайно представляв капітулу (єпископству) спеціальним листом свого кандидата, а обрання його мало вже формальний характер. 1430–33 ухвалено, що єпископом може стати тільки шляхтич, із чим мусила змиритися папська курія (див. Римська курія; винятки стосувалися лише осіб, які вирізнялися науковими ступенями), а 1589 римський папа Сікст V погодився з правом королів номінувати єпископів. Вони входили до складу королівського уряду, пізніше стали сенаторами (див. Сенат Речі Посполитої). Єпископи одержували утримання з державного скарбу, а також земельні наділи. Найвище місце за традицією належало архієпископу Гнезненському (титул примаса він отримав 1417), який репрезентував католицьку церкву в Польщі, міг скликати загальнопольські синоди, мав право коронувати королів; йому належало перше місце в королівській раді. Друге місце займав краківський єпископ. Після смерті короля Сигізмунда II Августа (1572) примас ставав правителем Речі Посполитої в часи міжкоролів'я, як Мацей Лубенський 1648.
З-поміж єпископів були визначні політичні і культурні діячі: М.Пражмовський — великий канцлер коронний за часів короля Яна II Казимира Ваза, Й.Верещинський — автор проектів, спрямованих на посилення ролі козацтва в боротьбі проти агресії Османської імперії, та ін. Після національної революції 1648—1676 на території Гетьманщини католицьке Київське єпископство було ліквідовано. Після поділів Польщі (див. Поділи Польщі 1772, 1793, 1795) в останній третині XVIII ст. діяльність єпископів обмежилася суто церковними справами. Водночас стало можливим висвячувати на єпископів священиків — вихідців із усіх станів. 1918–39 у Польщі (а відповідно й на українських землях, які перебували в межах її кордонів) католицька церква мала привілейоване становище серед інших, що підтвердив конкордат 1925 між польським урядом та римським папою Пієм XI. Зокрема, єпископи видавали свої накази й звернення без контролю з боку державної влади. Однак президент дістав право відводу кандидатів на посади єпископів. 1945 року після визволення Польщі від гітлерівців і з початком будівництва «соціалізму за радянським зразком» католицька церква була відділена від держави і діяльність єпископів обмежилася майже виключно церковними справами.

## Єпископат в протестантських церквах
Система управління англіканської церкви також ґрунтується на принципі апостольського спадкоємства єпископів Англії від Августина Святого. Зберігши обряд свячення, а також систему єпископів, підпорядкованих архієпископу Кентерберійському і королю Англії, англіканська церква залишилася в організаційному плані найбільш близькою до римської католицької церкви. Ті ж принципи панують в Шведській єпископальній церкві, а також в Єпископальній церкві США.
Лютеранські церкви Німеччини, Прибалтики та деяких інших країн, а також Реформатські церкви Франції та Угорщини також ґрунтуються на єпископальній ієрархії, проте в цих церковних деномінаціях верховна влада належить синодам.
Пресвітеріанська церква Шотландії, а також Реформатські церкви Швейцарії, Нідерландів та Америки відмовилися від єпископальної ієрархії і організовуються за принципами пресвітеріанської або конгрегаціоналістської систем церковного управління.